# Allenoconcha mathewsi
Allenoconcha mathewsi är en snäckart som beskrevs av Preston 1913. Allenoconcha mathewsi ingår i släktet Allenoconcha och familjen Helicarionidae. Inga underarter finns listade i Catalogue of Life.